# Jussi Björling
Jussi Björling (Johan Jonatan Björling) (5. februar 1911 i Borlänge – 9. september 1960 på Siarö) var en svensk operasanger (tenor). Björling anses som en af de førende operasangere idet 20. århundrede og optrådte i mange år på The Metropolitan Opera i New York og i et vist omfang på de førende europæiske operahuse, herunder Royal Opera House i London og La Scala i Milano. Han blev udnævnt som hovsångare i 1944 og tildelt Litteris et Artibus i 1945.